# وارمنشتایناخ
وارمنشتایناخ (به آلمانی: Warmensteinach) یک شهر در آلمان است که در بایروث واقع شده‌است.